# O Bravo
O Bravo (The Brave) é um filme estadunidense de 1997, um drama dirigido e co-roteirizado por Johnny Depp.

## Sinopse
Conta a história de um índio cherokee que sacrifica a sua vida para tirar a família da miséria.

## Elenco
- Johnny Depp – Raphael
- Marlon Brando – McCarthy
- Marshall Bell – Larry
- Elpidia Carrillo – Rita
- Frederic Forrest – Lou Sr.
- Clarence Williams III – padre Stratton
- Max Perlich – Lou Jr.
- Luis Guzmán – Luis
- Cody Lightning – Frankie
- Nicole Mancera – Marta
- Floyd 'Red Crow' Westerman – Papa
- Pepe Serna – Alessandro
- Lupe Ontiveros – María

## Principais prêmios e indicações
Festival de Cannes 1997 (França)
- Indicado à Palma de Ouro

Camerimage 1997 (Polônia)
- Indicado ao prêmio Golden Frog